# Pyrola alpina
Pyrola alpina är en ljungväxtart som beskrevs av H. Andres. Pyrola alpina ingår i släktet pyrolor, och familjen ljungväxter. Inga underarter finns listade i Catalogue of Life.

## Bildgalleri

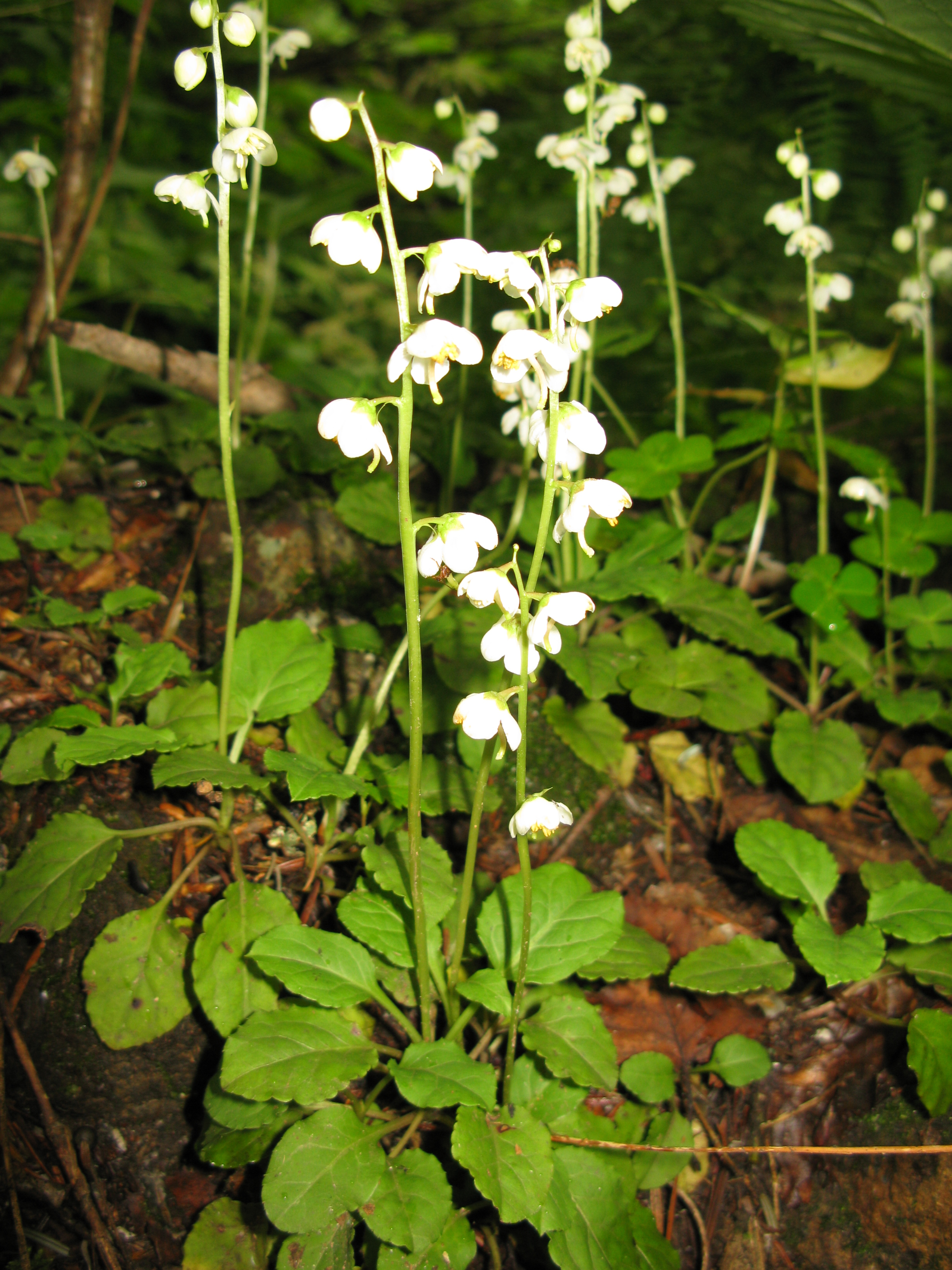
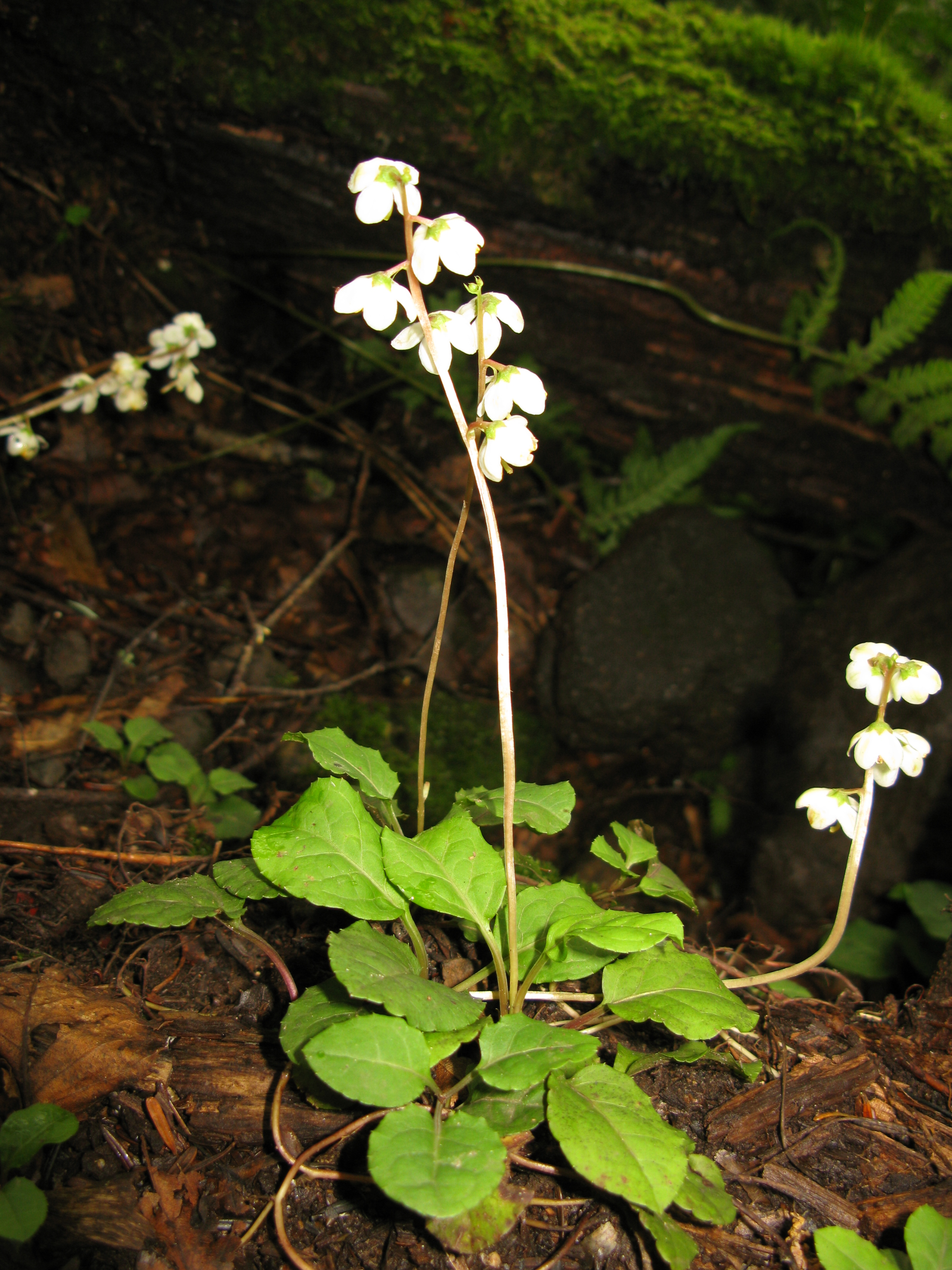
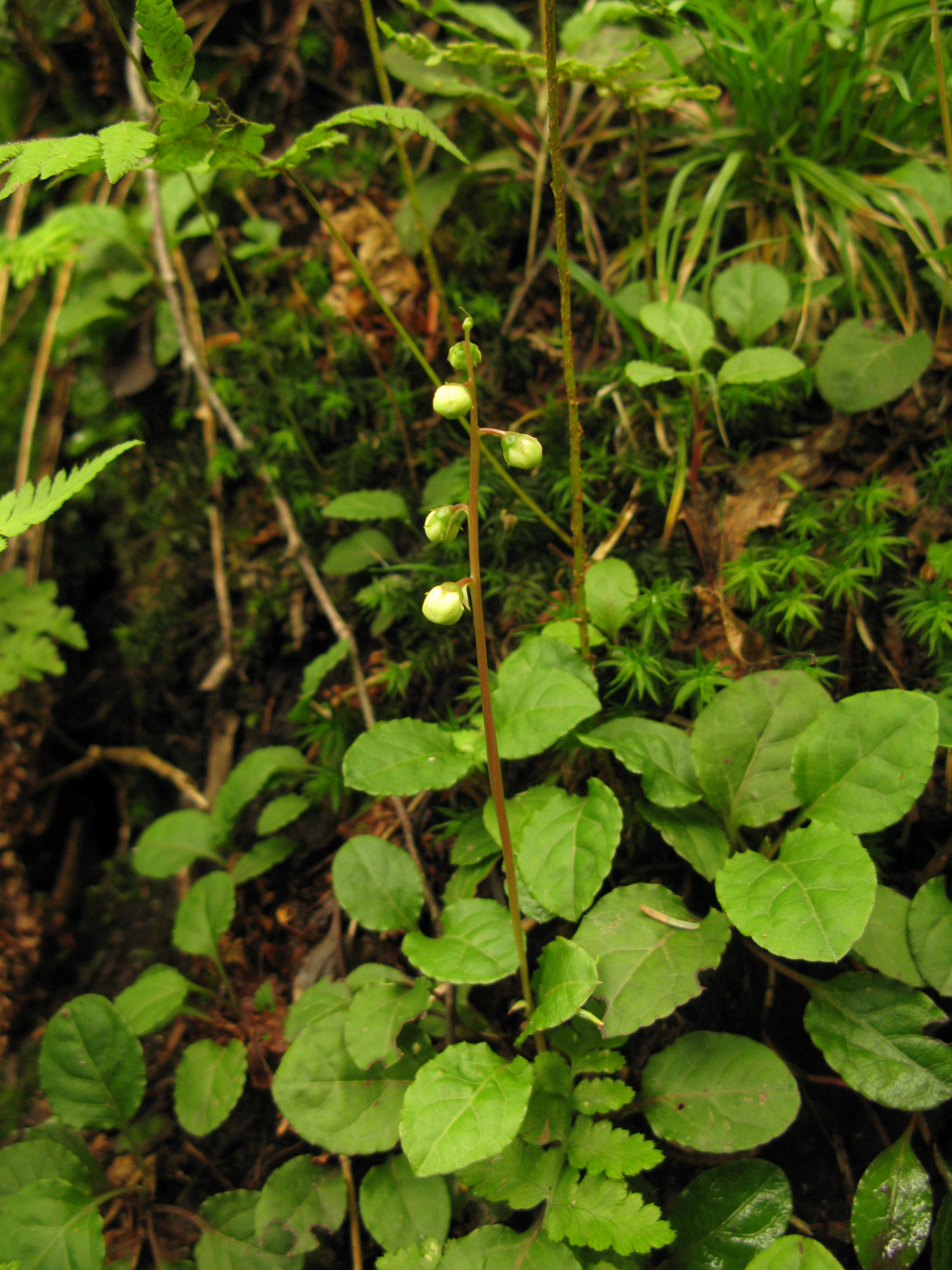
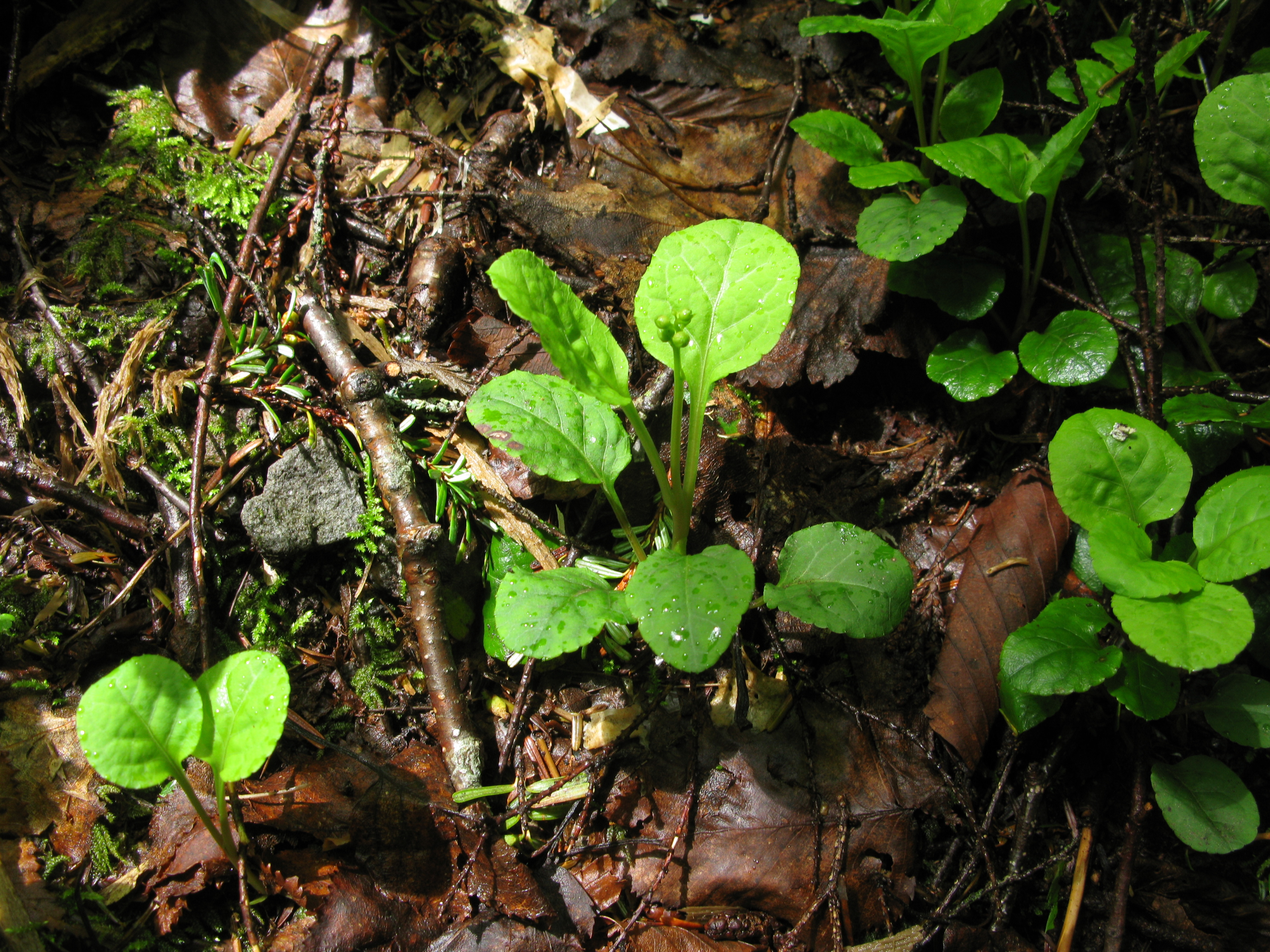